# Torrija

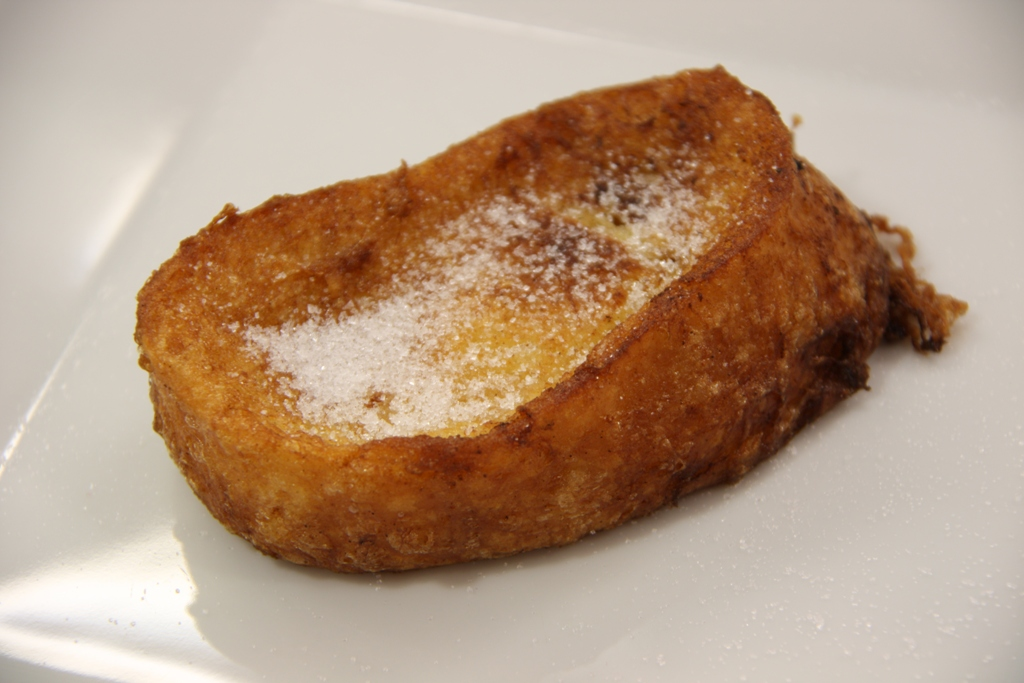
Torrija española

La torrija o torreja, también llamada tostada francesa, es un plato hecho de una rebanada de pan (habitualmente de varios días) que es empapada en leche, almíbar o vino y, tras ser rebozada en huevo, se fríe en una sartén con aceite. Se endulza con miel, melaza o azúcar y es aromatizada con canela.

## Historia
La primera referencia conocida a un producto parecido a la torrija figura en De re coquinaria, de Apicio, quien compiló recetas latinas de los siglos iv o v. En él se menciona que la rebanada de pan debe sumergirse en leche, pero no habla del huevo y no le da un nombre especial: se limita a llamarla aliter dulcia (otro plato dulce).
El pan mojado en leche y endulzado era ampliamente conocido en la Europa medieval con los nombres de suppe dorate, soupys yn dorye, tostées dorées o pain perdu en Francia, que dio payn purdyeu (pan perdido) en Reino Unido. Este pan jugoso era servido con aves de caza y otras carnes. La palabra soup o suppe se refiere a la rebanada de pan que ha sido sumergida en un líquido, en Francia una sopa o potaje, lo que dará lugar al término "sopa".
Alrededor del año 1300, el recetario Le viandier, de Taillevent, presentaba la receta de las «tostadas doradas» (tostées dorées), que se rebañaban en yema de huevo batido antes de pasarlas por la sartén y espolvorearlas con azúcar. Más tarde en el siglo XIV, un recetario alemán usa arme ritter (caballero pobre), un nombre usado en inglés como poor knight. y en las lenguas nórdicas. También en el siglo xiv Taillevent presentó una receta para las tostées dorées.
En España, el término «torrija» o «torreja» aparece ya documentado en el siglo xv. Juan del Encina utiliza «torreja» en un villancico de su Cancionero (1496) «miel y muchos huevos para hacer torrejas», al parecer como plato indicado para parturientas. También en el siglo XV Martino da Como escribió una receta. 
El cocinero Domingo Hernández de Maceras en su recetario Libro de Cozina (1607) usa el término «torrija» en referencia a un plato de manos rebozadas, como una especie de torta endulzada con azúcar y canela, aunque no explica su elaboración.
Francisco Martínez Motiño, escritor y cocinero de palacio de Felipe II incluye en su Arte de cozina, pastelería, vizcochería y conservería (1611) una receta de torrijas hechas con pan mojado en leche y huevo y frito hasta que quede un poco moreno, endulzado con almíbar o miel y espolvoreado con azúcar.
Lope de Vega también menciona las torrijas en sus obras. En su trilogía dedicada al patrono de Madrid, San Isidro Labrador, Relación de las fiestas que la insigne villa de Madrid hizo en la canonización de su bienaventurado hijo y patrón San Isidro..., uno de los personajes dice: «Si haziendo torrijas andan, sera para la parida». La torrija era a comienzos de siglo xx muy habitual en las tabernas de Madrid y se servía con vasos de vino (chatos). Su asociación a la Cuaresma se debe tal vez a la necesidad de aprovechamiento del pan sobrante que, durante el tiempo en que no se podía comer carne, era menos consumido, aunque se elaboraba la misma cantidad.[cita requerida]
Desde 2013, la Academia Leonesa de Gastronomía organiza el Concurso Nacional de Torrijas para cocineros profesionales en la ciudad española de León. Son cuatro las categorías establecidas para este concurso: tradicional, innovadora, salada y stevia.
En otros países, el consumo de tostadas francesas puede ser diario. En Estados Unidos es un plato típico del desayuno, y cada 28 de noviembre se celebra el National French Toast Day.

## Preparación

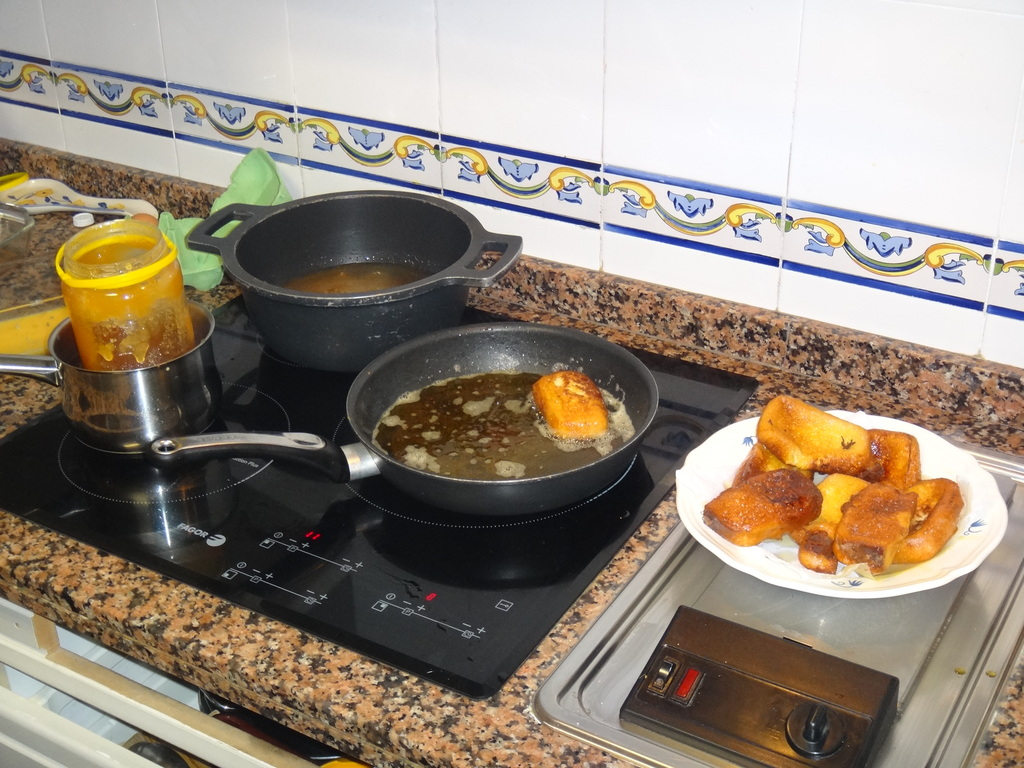
Torrijas de miel y vino de Jerez

Las torrijas se pueden hacer con leche, con almíbar o con vino.
Para hacerlas con leche, se calienta leche con azúcar y canela en un cazo. Antes de que llegue a hervir se retira y se echa sobre las rebanadas de pan, que se dejan en una fuente en remojo media hora. Luego se rebozan en harina y huevo y se fríen en abundante aceite caliente. Cuando estén doradas se escurren y se pasan a una fuente donde se espolvorean con azúcar y canela. Se sirven calientes.
Otra forma de prepararlas es humedecer el pan con agua con un poco de sal y dejarlo reposar unas horas. Posteriormente, se esponjan las rebanadas en una fuente con vino una a una para que se empapen bien. Luego se bate el huevo y se rebozan en harina para freírlas por ambos lados en una sartén con aceite de oliva. Posteriormente se escurren y se disponen en el plato. Cuando se emplea vino en la preparación, suele ser vino blanco, vino dulce de moscatel o vino dulce de pasas.
Se puede hacer un almíbar calentado agua con miel, azúcar y melaza a partes iguales y removiendo bien la mezcla para dejarla homogénea. Cuando este aderezo está terminado se echa a las torrijas.
Se pueden tomar calientes o frescas. Suelen conservarse solamente un par de días, ya que la leche fermenta. No obstante, las torrijas de vino suelen mantenerse en buen estado por más tiempo. Pueden hacerse con pan del día anterior o con una masa especial preparada para ello.

## Variantes

### América

#### Países centroamericanos
En los países centroamericanos se las llama «torreja». Se hacen con pan rebozado en huevo y frito en mantequilla, usualmente bañado en panela. Según la región, son tradicionales en Semana Santa o Navidad. Existen también particularidades en cada cocina del istmo: en El Salvador se acompañan de chilate, y en Costa Rica también pueden previamente mojarse en leche y consumirse con miel, canela o azúcar.

#### Argentina y Uruguay
En Argentina y Uruguay la receta se realiza con pan mojado en leche, pasado por huevo y frito en aceite, que luego se espolvorea con azúcar y canela o se baña con almíbar y miel.

#### Brasil
En Brasil son llamadas rabanadas y se preparan de forma muy similar a la torrija española.

#### Chile, Colombia, Ecuador, partes de México y Perú
En Chile, Colombia, Ecuador, Perú y algunas partes de México, entre otros países, se conocen con el nombre de tostada francesa. Se preparan con un pan dulce especial al que se le quita la corteza. Se le hace un hueco y ese migajón se mezcla con crema de leche, se capea con huevo y se fríe y rehoga en miel preparada con panela o piloncillo hervido con canela y clavo de olor. En Chile se conocen coloquialmente como "caballeros pobres". En el sur de México, principalmente en el istmo de Tehuantepec, se llaman "estorrejas" y se acostumbran en la Navidad. La receta incluye un pan llamado «bollo», tradicional de la región, huevo, canela, agua y piloncillo. Se suelen acompañar endulzadas con miel de magüey.

#### Cuba
En Cuba, se consideran un postre tradicional y se preparan igual que la torrija española. Habitualmente se acompañan de almíbar, aunque en ocasiones especiales se cubren de crema pastelera.

#### Estados Unidos
En Estados Unidos son conocidas con el nombre de french toast (tostadas francesas, en inglés). Se servían popularmente en los vagones comedor de los trenes de principios y mediados del siglo xx. El ferrocarril Santa Fe era especialmente conocida por sus tostadas francesas.

#### República Dominicana
En la República Dominicana la receta es parecida a la española, aunque también se le suele llamar tostada francesa. Suele llamársele torreja a la berenjena frita rebozada.

#### Venezuela
En Venezuela se las solía llamar «tacones», pero este término ya ha caído en desuso. En este país las torrejas suelen ser discos de masa de harina de trigo fritos (muy similares a las sopaipillas chilenas) y espolvoreados con azúcar granulada.

### Europa

#### España

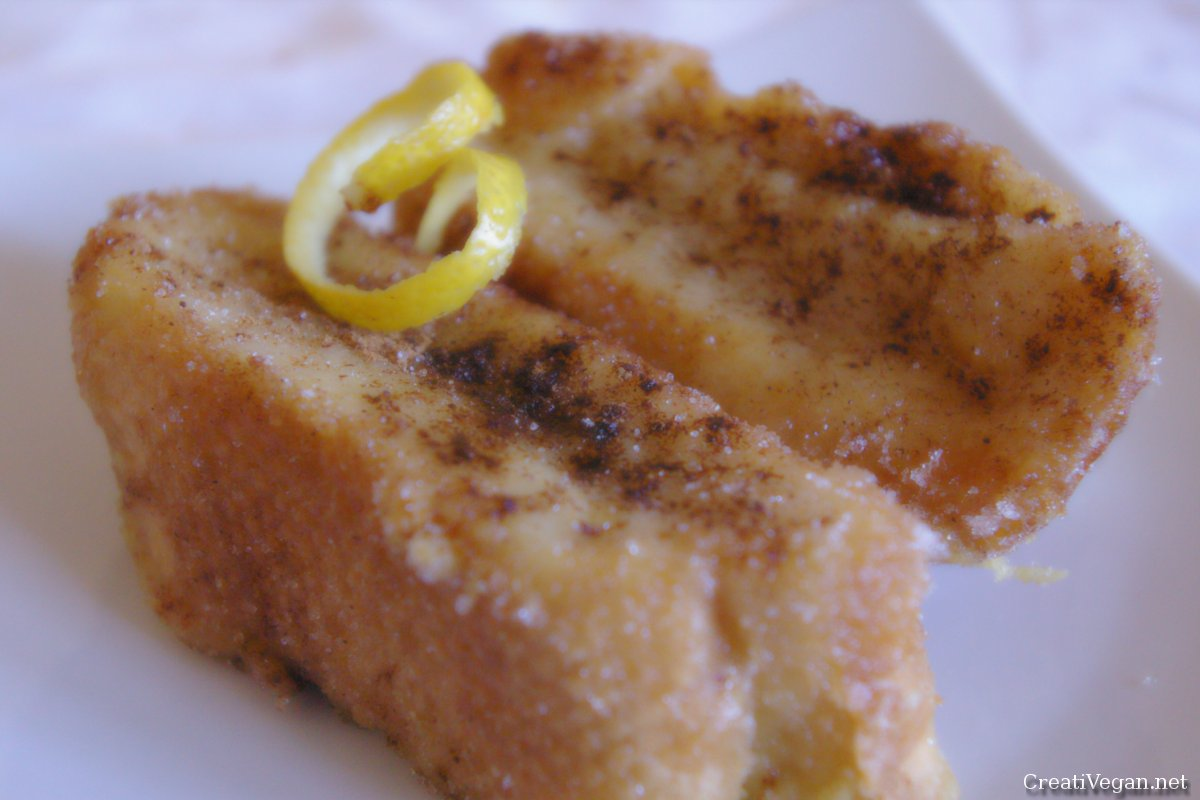
Torrijas veganas, sin huevos ni lácteos

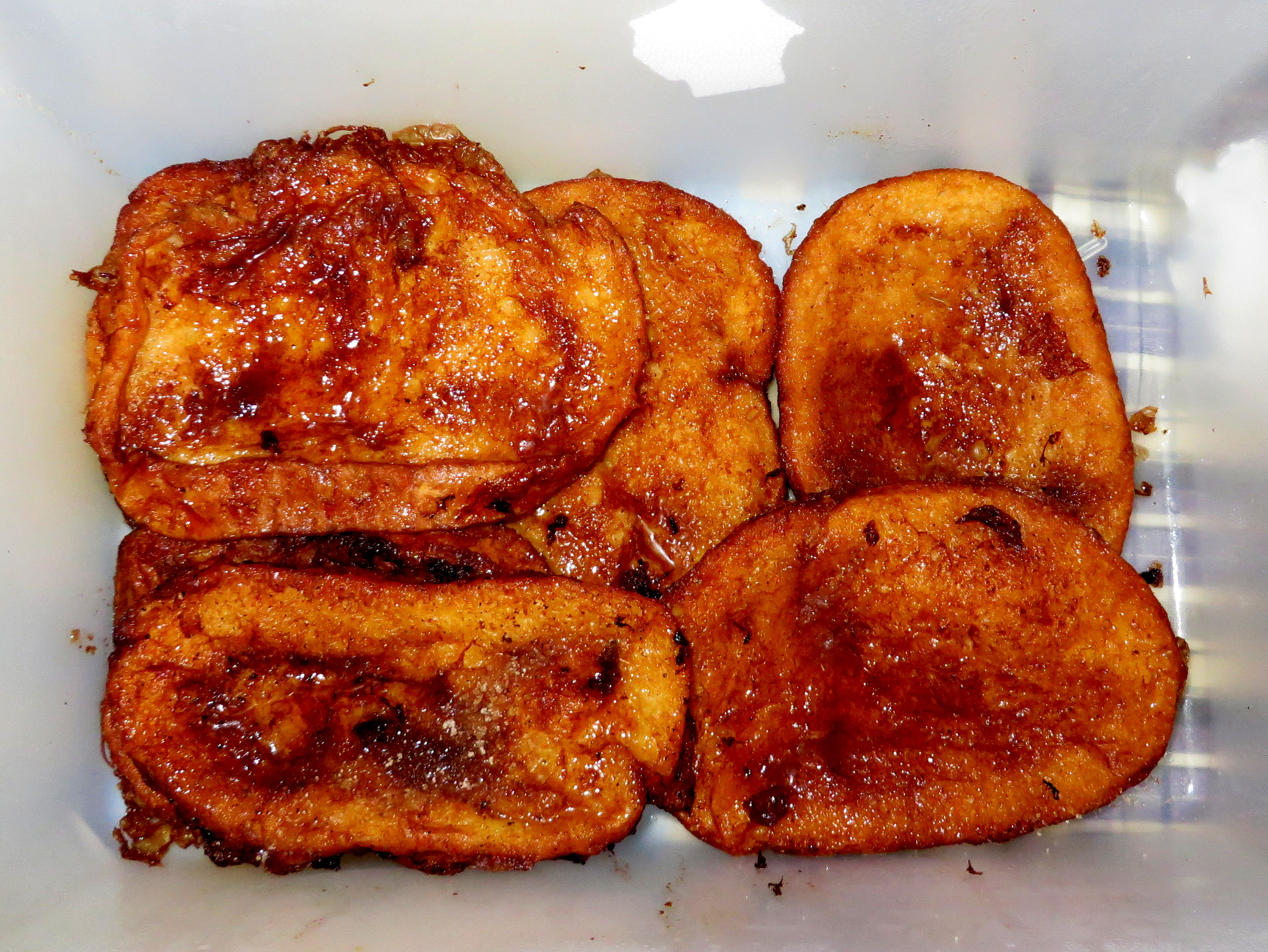
Torrijas al modo de Murcia

El consumo de este plato en España es típico durante la Cuaresma y la Semana Santa, Existen múltiples variantes, comenzando por el pan, que puede ser pan corriente del día anterior o una masa preparada especialmente.
Se puede echar un trozo de cáscara de limón en el aceite de oliva para aromatizarlo, aunque no es esencial porque, aunque existen una serie de características comunes, la receta admite variantes.
La especia imprescindible es la canela, aunque a veces se le añade también clavo de olor. Aunque es menos habitual, se les puede añadir al final nata o crema pastelera.
Más recientemente se han elaborado variedades vegetarianas que sustituyen la leche de vaca por leche de soja y los huevos por harinas de garbanzo, soja u otras leguminosas.
En Asturias son denominadas «picatostes» y, junto a los frixuelos, son un dulce típico de las celebraciones del Antroxu (Carnaval). En la región septentrional de Cantabria, son conocidas como «tostadas» y se elaboran de manera parecida al resto de España pero se consumen en Navidad en lugar de en la Cuaresma. En Canarias se las denomina simplemente «rebanadas» y se suelen consumir en Carnaval.

#### Francia
Allí se ha popularizado otra versión de este plato conocida como tostada francesa. En el mundo francés se conoce como pain doré o pain perdu (pan perdido) porque tradicionalmente se hace con pan duro. Es parecida, y existe una versión con vino y se cocina con una menor cantidad de aceite o en una capa de mantequilla. Puede hacerse en rebanadas individuales o como un pastel al horno. 

#### Norte de Europa y Centroeuropa
En los países de habla inglesa se conoce sobre todo como french toast. Se conocen como vaesed rüütlid (en estón: «caballeros pobres») en Estonia, arme ritter (en alemán: «caballeros pobres») en Alemania, pofesen en Austria, fotzelschnitten en Suiza, bundás kenyér en Hungría y wentelteefje en Países Bajos y Bélgica. En el mundo anglosajón se la conoce como French toast, eggy bread, German toast, gypsy toast, poor knights (of Windsord) o Spanish toast.

#### Portugal
En Portugal suelen servirse también en fechas navideñas.

#### Grecia
En Grecia se conoce un postre similar como Avgofeta.

### Asia

#### Hong Kong

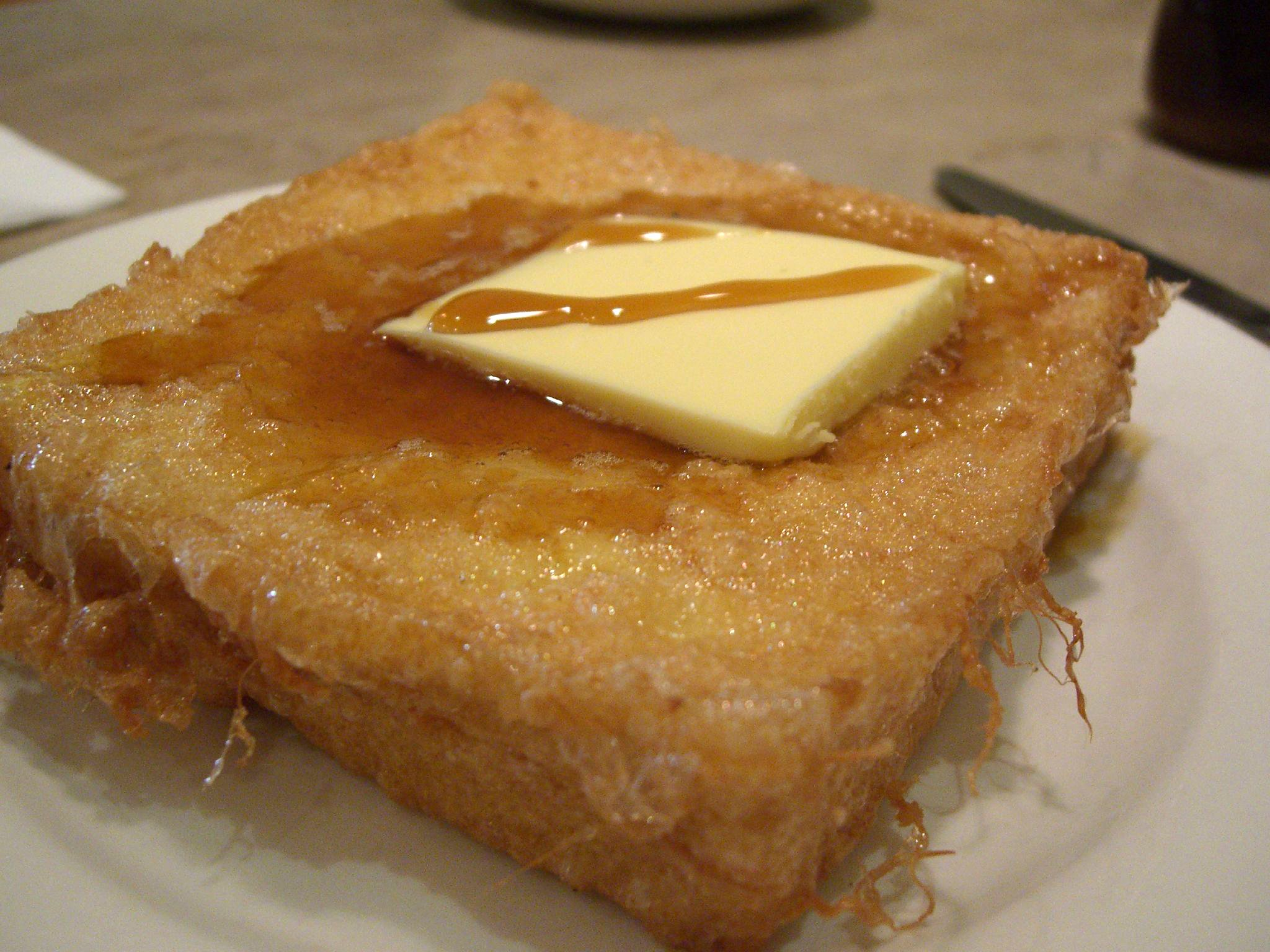
Tostada francesa al estilo de Hong Kong.

El estilo de Hong Kong de la tostada francesa es con rodajas de pan fritas mojadas en huevo o soja batida, y servidas con mantequilla y cubiertas con miel o miel de caña. Por lo general, las rebanadas se disponen como un sándwich o bocadillo con un relleno dulce.
Suele venderse en los bares de té de Hong Kong (cha chaan teng).